# Kochira Katsushika-ku Kameari kōen mae hashutsujo
Kochira Katsushika-ku Kameari kōen mae hashutsujo (こちら葛飾区亀有公園前派出所, littéralement « Ceci est la station de police devant le parc de Kameari de l'arrondissement de Katsushika »), surnommé Kochikame (こち亀), est un manga de Osamu Akimoto, paraissant dans le magazine Weekly Shōnen Jump entre septembre 1976 et septembre 2016. Kochikame est l'un des mangas les plus longs de l'histoire avec 201 tomes publiés, et l'un des plus vendus avec plus de 156,5 millions d'exemplaires commercialisés.
Il est adapté en anime entre juin 1996 et décembre 2004 dans une série de 367 épisodes produite par le studio Gallop, et diffusée sur les chaînes Animax et Fuji Television. Il est également adapté en deux films d'animation, un film live ou encore un drama en 2009 sur TBS, avec Shingo Katori du boys band SMAP dans le rôle de Ryotsu. Cependant, à cause d'un score trop faible à l’audimat, elle est arrêtée au bout de quelques épisodes.
Osamu Akimoto dessine une suite entre 2017 et 2019, intitulée Ii Yu Da Ne!, publiée dans le magazine Ultra Jump,.

## Synopsis
Kankichi Ryotsu (appelé « Mister Ryo ») est un policier de 36 ans opérant à Tōkyō dans l'arrondissement de Katsushika. Immature, paresseux, otaku et toujours prêt à gagner de l'argent, il vit toutes sortes de mésaventures.
La plupart des épisodes se déroulent dans la même station de police, avec souvent les mêmes personnages principaux, sans que les épisodes ne soient liés entre eux, donnant ainsi au manga un aspect semblable à une sitcom.

## Personnages principaux
Kankichi Ryotsu (両津 勘吉, Ryōtsu Kankichi)
Héros et antihéros de la série, Kankichi Ryotsu est un policier d'environ 35-40 ans opérant à Tōkyō dans l'arrondissement de Katsushika. Immature, paresseux, otaku et toujours prêt à gagner de l'argent.
Keiichi Nakagawa (中川 圭一, Nakagawa Keiichi)
Policier travaillant dans la même station de police que Ryotsu. Milliardaire, il a cependant décidé de devenir policier juste parce qu'il voulait tirer avec des pistolets. Grand, beau, riche, intelligent, gentil, il semble posséder toutes les qualités et c'est en quelque sorte l'opposé de Ryotsu. Cependant, ces 2 policiers s'entendent bien et sont amis depuis leur connaissance (qui date du tout premier épisode). Il porte un uniforme de police jaune, avec des rayures et une cravate rouge. Il est le fils d'un PDG milliardaire et d'une musicienne. Il a aussi une petite sœur qui est mannequin dans une célèbre agence de mode. Dans un épisode, on découvre qu'il a aussi un oncle qui est un architecte japonais et une tante qui est une geisha.
Reiko Catherine Akimoto (秋本･カトリーヌ･麗子, Akimoto Katorīnu Reiko)
Seule femme de la station de police. Fille d'un riche japonais et d'une milliardaire française, c'est une femme très belle, à fort caractère. Elle porte un uniforme de police rose. Il y a quelques allusions au manga qui montre qu'elle cache un lien secret entre elle et Keiichi.
Daijirō Ōhara (大原 大次郎, Ōhara Daijirō)
Chef de la station de police. C'est la seule personne qui peut gronder et donner des ordres à Ryotsu. Il est passionné d'arts martiaux et est considéré comme une figure paternelle pour les autres membres de la station de police. Il a une fille, Hiromi, et il est le grand-père de ses deux enfants (qu'elle élève seule).
Hayato Honda (本田 速人, Honda Hayato)
Policier qui gère la circulation par moto. Ancien chef de Bōsōzoku (gang de motards japonais). Il est d'habitude très calme, discret et un peu efféminé. Cependant, il se transforme une fois sur la moto, en devenant un policier brutal qui n'hésite pas à utiliser la violence.
Young-kan Marui (丸井 ヤング館, Marui Yangukan) (anciennement Yōichi Terai (寺井 洋一, Terai Yōichi))
Travaillant à la station de police de Ryotsu, il est toujours calme et discret. Un père de famille japonais typique. Il a tendance à se fondre dans le décor tellement il est banal.
Volvo Saigō (ボルボ西郷, Borubo Saigō)
Ancien membre des bérets verts et du département de police de la ville de New York, il est arrivé à Tōkyō en tant que policier et fait la connaissance de Ryotsu. Portant toujours un arsenal entier sur lui, ce personnage est une véritable machine de guerre. Cependant, il est très peureux et tremble de peur si on lui confisque toutes ses armes. Ce personnage est une parodie du héros de Golgo 13.
Tatsunosuke Sakonji (左近寺竜之介, Sakonji Tatsunosuke)
Policier spécialiste du judo. Derrière son aspect de guerrier se cache un véritable otaku, complètement amoureux des jeunes filles virtuelles des jeux vidéo.
Ai Asato (麻里 愛, Asato Ai)
Appelée Maria, c'est une des rares « femmes » qui soit tombée amoureuse de Ryotsu. Elle a même décidé de devenir policière pour pouvoir travailler avec lui. Mais à la grande déception de celui-ci, cette charmante femme est en réalité un homme. Cependant, à l'aide d'un magicien venu du paradis, elle devient une vraie femme au tome 111. On l'appelle maintenant New Maria.
Matoi Giboshi (擬宝珠纏, Giboshi Matoi)
Lemon Giboshi (擬宝珠檸檬, Giboshi Remon)
Neruo Higurashi (日暮熟睡男, Higurashi Neruo)
Neruo Higurashi est un policier très étrange. Il possède des capacités de télékinésie, ce qui est très utile pour des enquêtes. Cependant, il a l'habitude de dormir pendant 4 ans et de ne se réveiller qu'un seul jour, toutes les années de Jeux olympiques.

## Manga
Le manga est écrit et dessiné par Osamu Akimoto et parait dans le magazine Weekly Shōnen Jump entre septembre 1976 et septembre 2016. Un total de 200 volumes reliés sont publiés en septembre 2016. Un 201e tome est sorti le 4 octobre 2021 et contient plusieurs chapitres supplémentaires publiés après la fin de la sérialisation de la série.

## Anime
Une série télévisée d'animation produite par le studio Gallop a été diffusée entre juin 1996 et décembre 2004. Deux films d'animation virent le jour en 1999 et en 2003. Deux films live ont également été réalisés.

## Accueil
Avec 200 volumes publiés en 2016, Kochikame devient le manga le plus long de l'histoire, comme cela a été reconnu par le Livre Guinness des records. Il est toutefois dépassé par Golgo 13 en 2021. Kochikame fait aussi partie des mangas les plus vendus de l'histoire avec plus de 156,5 millions d'exemplaires vendus.
Pour la première fois de son histoire, Shueisha a réimprimé deux numéros du magazine Weekly Shonen Jump, le numéro spécial Kochikame Jump et le numéro avec le dernier chapitre de la série.
La popularité du manga a amené beaucoup de visiteurs dans le vrai Katsushika près du parc de Kameari. Il n'y a cependant « en vrai » qu'un terrain vide à la place de la station de police de Ryotsu.
En hommage, plusieurs statues de bronze de taille réelle à l'effigie de Kankichi Ryotsu et d'autres personnages du manga furent installées à Katsushika en février 2006. Elles se trouvent tout autour de la gare de Kameari.
En 2001, la série reçoit le Grand Prix de l'Association des auteurs de bande dessinée japonais.

## Produits dérivés
Certains personnages de Kochikame sont jouables dans les cross-over Jump Ultimate Stars et Jump Super Stars, sortis sur Nintendo DS au Japon.
Kankichi Ryôtsu fait également son apparition en tant que personnage jouable dans le jeu vidéo J-Stars Victory Vs.
Pour commémorer le 40e anniversaire de la sérialisation de Koko, Kochira Katsushika-ku Kameari kōen mae hashutsujo d’Osamu Akimoto, un crossover avec Girls und Panzer,.